# Gagrellula kubotai
Gagrellula kubotai is een hooiwagen uit de familie Sclerosomatidae.